# Armée populaire ukrainienne
Ne doit pas être confondu avec Armée nationale ukrainienne ou Armée ukrainienne de Galicie.
L'Armée populaire ukrainienne (en ukrainien : Армія Української Народної Республіки), parfois désignée Armée nationale ukrainienne, est une force armée terrestre créée par la République populaire ukrainienne. Son commandant historique est Simon Petlioura ; on l'évoque d'ailleurs souvent sous des formes elliptiques, armée de Petlioura, forces de Petlioura, hommes de Petlioura, etc.

## Histoire

### Création: Les congrès militaires
Lorsque la Rada centrale prend le pouvoir en Ukraine au printemps 1917, elle est contrainte de constituer rapidement une armée pour défendre l'Ukraine contre les bolcheviks. Presque toutes les unités de l'armée nouvellement créée sont formées à partir d'unités de l'armée impériale russe. Le 29 mars 1917, la première structure militaire est organisée dans le district militaire de Kiev à l'initiative de Mykola Mikhnovsky. Toujours en 1917, trois congrès militaires ukrainiens élisent leurs représentants à la Rada centrale. Après le premier de ces congrès, qui a lieu du 18 au 21 mai 1917 à Kiev, le Comité militaire général ukrainien est créé. Le comité est chargé de la création et de la restructuration de l'armée. Symon Petlioura est élu chef du comité.
La Rada centrale s'efforce d'organiser l'armée pour résister à l'agression bolchévique en décembre 1917 mais ces plans n'ont jamais été réalisés, car la Rada est renversée par un coup d'État mené par Pavlo Skoropadsky, qui instaure le Hetmanat et établi ses propres plans pour une armée permanente. Celle-ci devait se composer de 310 000 militaires répartis en huit corps territoriaux. Cependant, cette armée n'a pas dépassé le stade de l'ébauche, en raison de nombreux mouvements dissidents et de l'impopularité flagrante de l'Hetmanat parmi les paysans et les civils. En novembre 1918, le Directoire prend le pouvoir en Ukraine, apportant avec lui une autre vision de la structure de l'armée. Au cours de cette période, la plupart des unités sont simplement passées de l'Hetmanat au Directoire, sans grand changement organisationnel.

### Guerre d'indépendance
Le 30 août 1919, l'Armée populaire ukrainienne occupe Kiev, chassant l'Armée rouge de la ville. Mais malgré les nombreuses demandes de soutien faites aux Armées blanches, les troupes du général Bredov les attendent avec des intentions hostiles de l'autre côté du Dniepr. En effet, les Russes blancs voulaient le rétablissement de l'ancien Empire russe, « un et indivisible ».
- la Première campagne d'hiver, décembre 1919 à mai 1920.
- l'Opération Kiev, avril à juin 1920.
- la seconde campagne d'hiver, octobre à novembre 1921.

## Principaux commandants
- Constantin Prissovsky
- Pavlo Skoropadsky
- Symon Petlioura
- Petro Bolbotchan
- Oleksandr Slyvynskyy
- Vsevolod Petriv (uk)
- Oleksander Hrekov
- Yevhen Konovalets
- Volodymyr Salskyy (uk)
- Oleksandr Oudovitchenko
- Mikhaïlo Omelianovitch-Pavlenko
- Iouriy Tioutiounnyk
- Oleksi Almazov
- Roman Dachkevitch
- Viktor Pavlenko
- Viatcheslav Baranov (uk)
- Mikhaïl Sabline

## Hommages

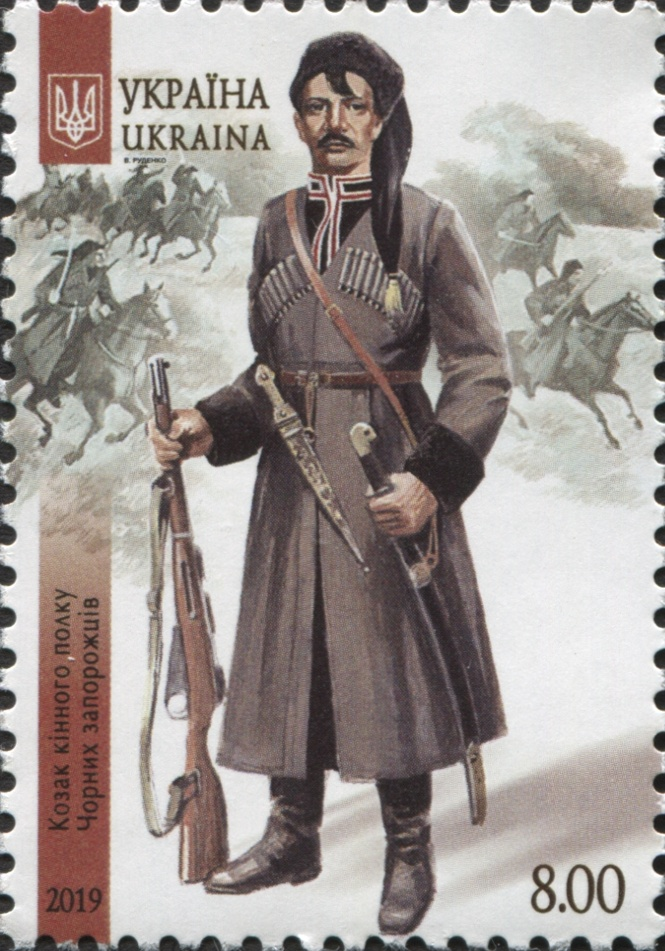
Timbre de 2019 : Cosaques noirs.
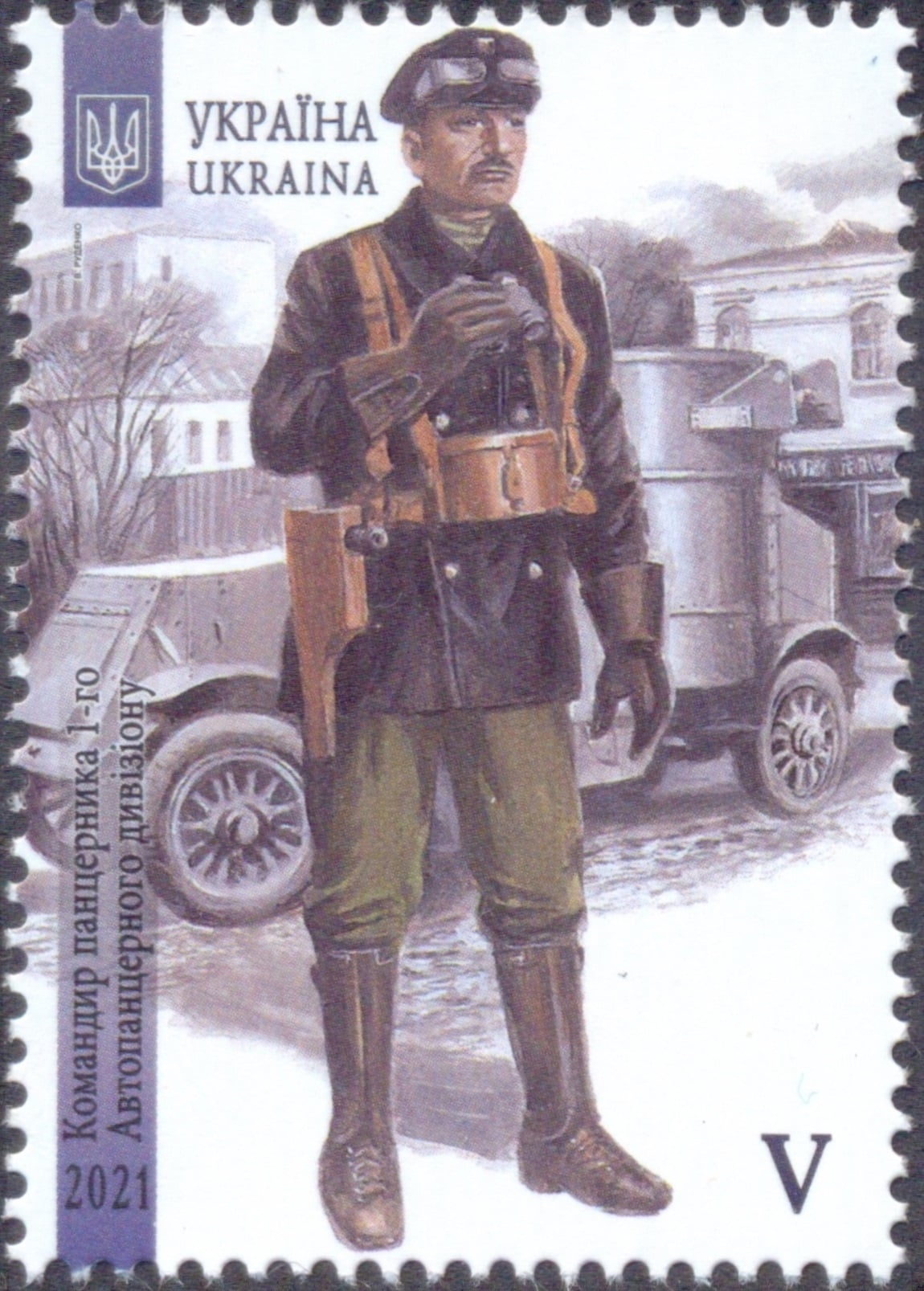
Timbre de 2021 : division blindée.
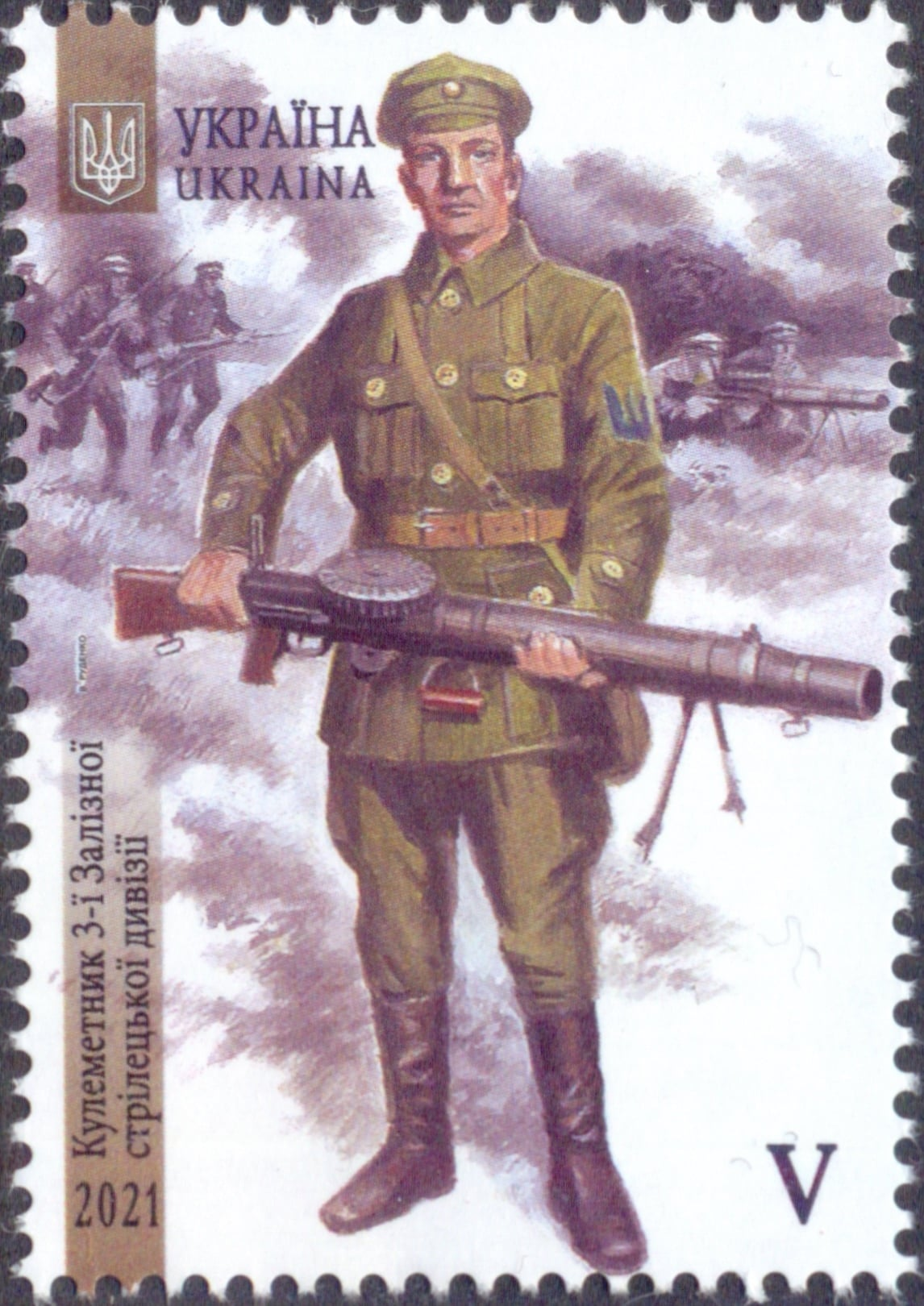
Timbre de 2021 : Fusilier de la 3e division de fer.
Affiche de l'Institut ukrainien de la mémoire nationale de Dmytro Vitovsky
et Petro Bolbotchan.

### Articles liés
- Mykhaïlo Bilinskiy, chef d'état-major, ministre de la marine.
- Viktor Pavlenko, général, aviateur et ministre de la défense.
- Unité des fusiliers de la Sitch.
- Marine de l'UPA.